# Fernando Echávarri
 (mars 2025).
Si vous disposez d'ouvrages ou d'articles de référence ou si vous connaissez des sites web de qualité traitant du thème abordé ici, merci de compléter l'article en donnant les références utiles à sa vérifiabilité et en les liant à la section « Notes et références ».
Fernando Echavarri, né le 13 août 1972 à Santander, est un skipper espagnol. 

## Biographie
Il participe à trois reprises à la compétition de voile aux Jeux olympiques. En 2004 à Athènes avec son coéquipier Antón Paz, ils se classent 8e dans la discipline du Tornado avant de devenir champions olympiques quatre années plus tard en 2008 à Pékin. En 2016 à Rio de Janeiro, Fernando Echavarri est engagé dans la discipline du Nacra 17 et il se classe 11e avec sa coéquipière Tara Pacheco. 
Fernando Echavarri participe à la Volvo Ocean Race en 2008-2009 en tant que skipper du bateau Telefonica Black et il termine sixième.

## Palmarès
| Compétition                       | 1999 | 2000 | 2001 | 2002 | 2003 | 2004 | 2005 | 2006 | 2007 | 2008 | 2009 | 2010 | 2011 | 2012 | 2013 | 2014 | 2015 | 2016 | 2017 | 2018 | 2019 |
| --------------------------------- | ---- | ---- | ---- | ---- | ---- | ---- | ---- | ---- | ---- | ---- | ---- | ---- | ---- | ---- | ---- | ---- | ---- | ---- | ---- | ---- | ---- |
| Championnats du monde de Tornado  | 28e  |      |      | 12e  | 13e  | 4e   | 1er  | 7e   | 1er  | 7e   |      |      |      |      |      |      |      |      |      |      |      |
| Championnats d'Europe de Tornado  | 37e  | 8e   | 8e   | 9e   | 6e   | 6e   | 1er  | 11e  | 12e  |      |      |      |      |      |      |      |      |      |      |      |      |
| Championnats du monde de Star     |      |      |      |      |      |      |      |      |      |      |      | 33e  | 18e  | 14e  |      |      |      |      |      |      |      |
| Championnats d'Europe de Star     |      |      |      |      |      |      |      |      |      |      |      |      | 11e  |      |      |      |      |      |      |      |      |
| Championnats du monde de Nacra 17 |      |      |      |      |      |      |      |      |      |      |      |      |      |      |      |      | 28e  | 13e  | 2e   | 16e  |      |
| Championnats d'Europe de Nacra 17 |      |      |      |      |      |      |      |      |      |      |      |      |      |      |      |      | 6e   |      | 2e   | 2e   |      |